# Thomas Jaeschke
Thomas Jaeschke (Wheaton, 4 de setembro de 1993) é um jogador de voleibol estadunidense, medalhista olímpico, que atua na posição de ponteiro. 

## Carreira
Thomas Jaeschke é membro da seleção estadunidense de voleibol masculino.
Em 2016, representou seu país nos Jogos Olímpicos de Verão no Rio de Janeiro.

## Títulos
Beijing Volley
- Campeonato Chinês: 2022–23

Halkbank Ankara
- Copa da Turquia: 2022–23

## Clubes
| Anos      | Clube                  |
| --------- | ---------------------- |
| 2015–2017 | Asseco Resovia Rzeszów |
| 2017–2021 | NBV Verona             |
| 2021–2022 | Allianz Milano         |
| 2022–2023 | Beijing BAIC Motor     |
| 2022–2023 | Halkbank Ankara        |
| 2023–     | Panasonic Panthers     |